# Matthew Werkmeister
Matthew Werkmeister (Melbourne, 30 januari 1992) is een Australische acteur.
Zijn bekendste rol is die van Zeke Kinski in de Australische soap Neighbours. Hij vertolkt deze rol sinds 2005.
Matthew combineert acteren met zijn studies. Hij gaat naar school in het St. Peter's College in Cranbourne nabij Melbourne.